# ソユット
ソユット (トルコ語: Söğüt) は、トルコのマルマラ地方ビレジク県にある町である。オスマン帝国の初代皇帝であるオスマン1世の生誕地として知られている。
1071年、マラーズギルドの戦い（ビザンティン帝国とセルジューク朝トルコ帝国）の勝利を契機としてアナトリアへ侵入したトルコ族のうち、オスマンと名のる人物を中心とした勢力がビザンティン帝国の国境近くのソユットで1299年にオスマン帝国を建国した。その後、1302年から1309年まで同国の首都となった。